# Секерно-Пшедграб
Секерно-Пшедграб (пол. Siekierno-Przedgrab) — село в Польщі, у гміні Бодзентин Келецького повіту Свентокшиського воєводства.
Населення — 325 осіб (2011).
У 1975-1998 роках село належало до Келецького воєводства.

## Демографія
Демографічна структура на день 31 березня 2011 року:
|          | Загалом | Допрацездатний вік | Працездатний вік | Постпрацездатний вік |
| -------- | ------- | ------------------ | ---------------- | -------------------- |
| Чоловіки | 164     | 22                 | 124              | 18                   |
| Жінки    | 161     | 24                 | 86               | 51                   |
| Разом    | 325     | 46                 | 210              | 69                   |